# 180 Movie
Pour plus de détails, voir Fiche technique et Distribution.
180 Movie (également connu sous le nom 180: Changing the Heart of a Nation ou 180 Films) est un documentaire américain réalisé par Ray Comfort, sorti en 2011.
Ce film de 33 minutes contre l'avortement a été produit par Ray Comfort, fondateur de Living Waters Publications. Distribué par Living Waters sur DVD, il a été mis en ligne publiquement sur YouTube.
Ce film fait une comparaison permanente entre l'Holocauste et l'avortement.

## Synopsis
Le film commence sur des images de l'Holocauste et se termine en indiquant que plus de 50 millions d'avortements ont eu lieu à ce jour aux USA : l'« Holocauste américain ».

## Réception
En quelques jours, 180 Movie a affiché plus d'un demi-million de vues sur YouTube, et quelques semaines plus tard, il a atteint la barre des 1,2 million de vues. Il passe à plus de 3 millions de vues en date du 16 mai 2012. Au 31 octobre 2013, le nombre de vues atteint 4,2 millions.
Le 12 octobre 2011, The Huffington Post a écrit un article critique sur 180 Movie. L'article citait un des survivants de l'Holocauste, Elie Wiesel, qui a déclaré dans une interview que ce rapprochement était « un blasphème ». Toujours selon le Huffington Post, le film gagne l'attention parce qu'il met en lumière 14 personnes qui ne savent pas qui était Adolf Hitler.
Le journal britannique The Catholic Herald a critiqué le film pour sa « violence verbale » mais il a également constaté que nombre de ses lecteurs étaient d'accord avec le message du film.
L'Anti-Defamation League a de son côté critiqué très sévèrement le film. Assimiler la Seconde Guerre mondiale et les Juifs assassinés pendant l'Holocauste à l'avortement est « cynique et pervers ». Abraham Foxman (en), directeur national de l'ADL et lui-même survivant de l'Holocauste, a critiqué le film, déclarant : « Ce film est une tentative perverse de faire un procès contre l'avortement en Amérique par l'abus cynique de la mémoire des personnes tuées dans l'Holocauste », ajoutant que c'est « l'un des abus les plus offensifs et scandaleux de la mémoire de l'Holocauste que nous avons vu depuis des années ». Il a dénoncé le procédé du film qui met en quelque sorte « une équivalence morale entre l'Holocauste et l'avortement ».
The Independent Floride a indiqué que Ray Comfort a « tourné son attention vers les lycées », afin de « combler les lacunes en matière d'éducation sur l'Holocauste ».
Malgré tout, ce film propage « la propagande anti-avortement » et est même « devenu extrêmement populaire dans les cercles anti-avortements ».